# Flammenmergel

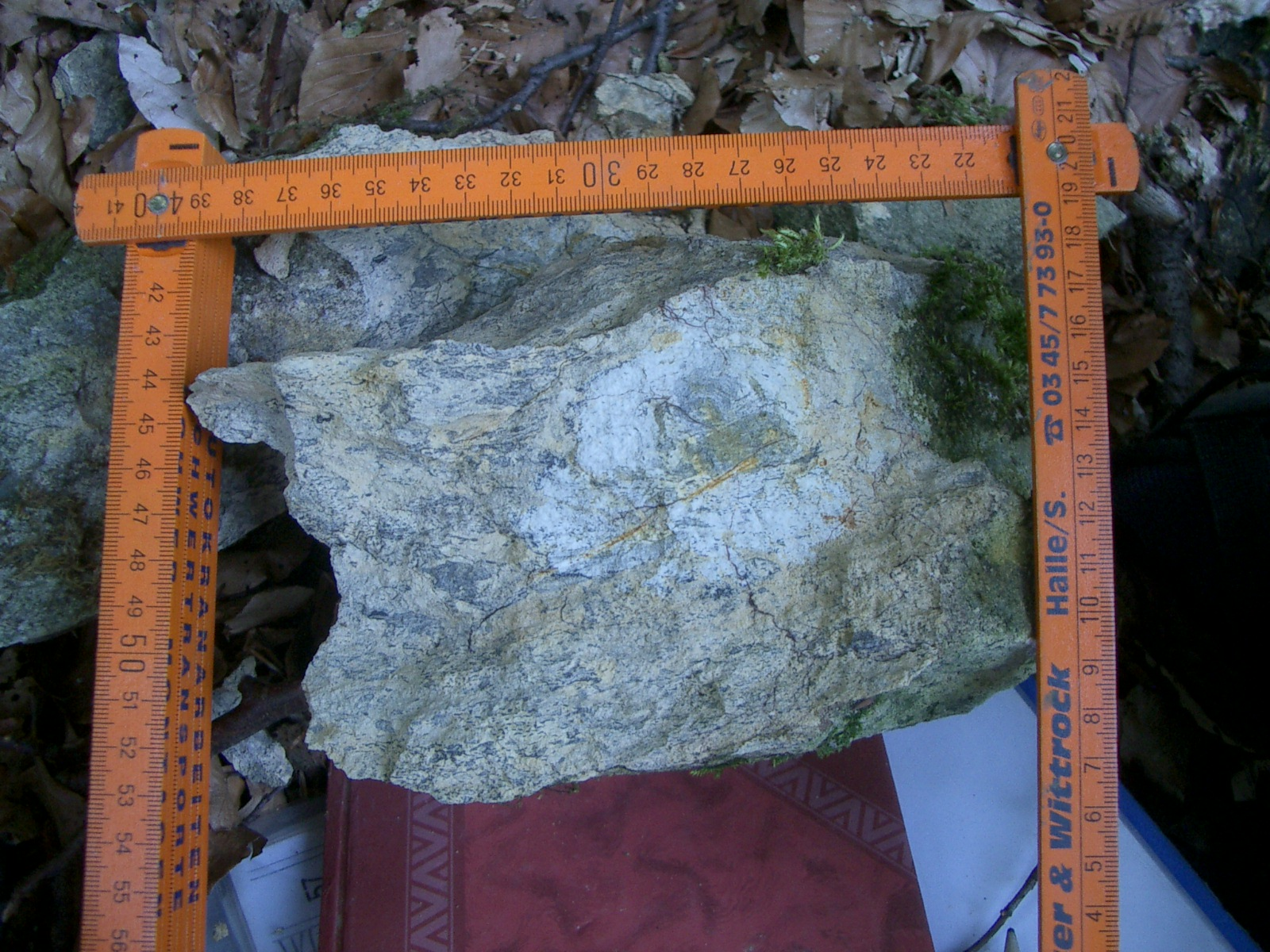
Typisches Handstück des Flammenmergels im Südbereich der Sackmulde

Der Flammenmergel ist eine lithologische Einheit der unteren Kreide (Alb) in Deutschland.
Im Raum Niedersachsen erreicht er im Bereich der Sackmulde eine Mächtigkeit von 110 bis 150 m. Namensgebend für den Flammenmergel ist sein „geflammtes“ Aussehen. Nach JORDAN (1968) geht dieses Aussehen auf Wühlspuren grabender Organismen zurück, die im Wesentlichen aus eingeschwemmten kieseligen Schwammnadeln bestehen. Die so angereicherte Kieselsäure bildet im verwitterten Zustand schwarze Schlieren, die dann das charakteristische Aussehen ergeben. Weiterhin gliedert Jordan den Flammenmergel in fünf unterschiedliche lithologische Einheiten. Der Flammenmergel ist ein schwach toniger bis schwach sandiger Mergelstein. Er ist gelb bis ocker gefärbt, die schlierenartigen Flammen dagegen dunkelgrau bis schwarz. Das Gestein ist kieselig gebunden und hat eine hohe Härte.